# 屋代景賴
屋代景賴（日语：／ Yashiro Kageyori，1563年（永祿6年）—1608年（慶長13年））是伊達氏家臣。他也被稱作源三郎和勘解由兵衛。
14歲繼承家督，與兄長源六郎共同仕奉伊達政宗。1589年領有5000石，任奉行一職。朝鮮之役負責留守岩出山城，得到政宗深厚信任。
平定葛西大崎一揆以後，因為逐漸變得傲慢而有了難以允許的顯眼行為，1607年被政宗問罪以改易為名義遭流放。隔年（1608年）病死。